# Osso semilunare
L'osso semilunare (o lunato), detto così perché, osservato dalla sua faccia laterale, ricorda la forma di una mezzaluna, è un osso breve del carpo. Esso si pone nella fila prossimale del carpo medialmente all'osso scafoide e lateralmente all'osso piramidale e all'osso uncinato, coi quali instaura tre articolazioni artrodie. L'osso semilunare si articola inoltre prossimalmente con il radio e distalmente con il capitato.

## Descrizione
L'osso semilunare ha forma irregolarmente cubica, offrendo alla descrizione sei facce, delle quali una prossimale, una distale una mediale, una laterale, una dorsale ed una palmare. La faccia prossimale dell'osso semilunare presenta una superficie articolare convessa e rivestita di cartilagine che, assieme alle superfici articolari prossimali del navicolare e del piramidale, contribuisce a formare il condilo dell'articolazione radio-carpale. La superficie mediale presenta una superficie articolare piatta, la superficie articolare scafoidea del semilunare che, rivestita di cartilagine, stabilisce una artrodia con il navicolare. La superficie laterale presenta invece la faccetta articolare piramidale del semilunare, mediante la quale il semilunare stabilisce un'artrodia col piramidale. La superficie distale poi presenta due superfici articolari continue e rivestite di cartilagine, delle quali una laterale, si articola col capitato ed è detta superficie articolare capitata del semilunare, ed una mediale, si articola con l'osso uncinato ed è detta superficie articolare uncinata del semilunare. Le faccette articolari delle superfici laterale, mediale e distale del semilunare, tra loro continue, contribuiscono tutte a formare parte dell'articolazione mediocarpale e delle articolazioni intercarpali dell'articolazione mediocarpale.
Infine le superfici palmare e dorsale del semilunare offrono attacco ai legamenti mediocarpali capitato-semilunari, ai legamenti intercarpali lunato-piramidali e lunato-navicolari, al legamento ulno-carpale ed ai legamenti radio-carpali palmare e dorsale.